# Листовик
Листови́к (Sclerurus) — рід горобцеподібних птахів родини горнерових (Furnariidae). Представники цього роду мешкають в Мексиці, Центральній і Південній Америці.

## Опис
Листовики — птахи середнього розміру, середня довжина яких становить 15—29 см, а вага 19—42 г. Вони мають переважно буре забарвлення, представники різних видів вирізняються передусім забарвленням горла і грудей. Хвости і лапи листовиків відносно короткі, а дзьоби тонкі. Листовики ведуть прихований, наземний спосіб життя, зустрічаються поодинці. Вони віддають перевагу густому підліску вологих тропічних лісів, живляться безхребетними, яких шукають в опалому листі і ґрунті.

## Види
Виділяють сім видів:
- Листовик рудогорлий (Sclerurus mexicanus)
- Листовик бурий (Sclerurus obscurior)[5][6][7][8]
- Листовик короткодзьобий (Sclerurus rufigularis)
- Листовик гватемальський (Sclerurus guatemalensis)
- Листовик білогорлий (Sclerurus caudacutus)
- Листовик сірогорлий (Sclerurus albigularis)
- Листовик бразильський (Sclerurus scansor)

## Етимологія
Наукова назва роду Sclerurus походить від сполучення слів дав.-гр. σκληρος — жорсткий і ουρα — хвіст.